# Desfolhada portuguesa
Chansons représentant le Portugal au Concours Eurovision de la chanson
Verão
(1968) Menina do alto da serra (en)
(1971)
Desfolhada portuguesa (« Effeuillage portugais ») est une chanson interprétée par Simone de Oliveira, sortie en 1969 chez Decca Records. C'est la chanson représentant le Portugal au Concours Eurovision de la chanson 1969.
Elle a également été enregistrée par Simone de Oliveira en espagnol (Deshojada), en français (Terre Guitare) et en italien (Terra chitarra).

## À l'Eurovision

### Sélection
Le 24 février 1969, Desfolhada portuguesa est sélectionnée lors du Festival da Canção 1969, pour représenter le Portugal au Concours Eurovision de la chanson 1969 le 29 mars à Madrid, en Espagne.
C'est la seconde fois que Simone de Oliveira participe à l'Eurovision, après avoir déjà représenté le Portugal en 1965 avec Sol de inverno.

### À Madrid
La chanson est intégralement interprétée en portugais, langue officielle du Portugal, comme l'impose la règle de 1966 à 1972. L'orchestre est dirigé par Ferrer Trindade.
Desfolhada portuguesa est la quinzième chanson interprétée lors de la soirée du concours, suivant Un jour, un enfant  de Frida Boccara pour la France et précédant Kuin silloin ennen  de Jarkko ja Laura pour la Finlande.
À l'issue du vote, elle obtient 4 points, se classant 15e sur 16 chansons,.

## Liste des titres
| A1. | Desfolhada portuguesa      | Ary dos Santos (en), Nuno Nazareth Fernandes (pt) |  |
| A2. | Cinco pedras cinco quadras | Ary dos Santos, Nuno Nazareth Fernandes           |  |
| B.  | Avé-Maria do povo          | Ary dos Santos, Nuno Nazareth Fernandes           |  |

## Historique de sortie
| Pays           | Titre                                           | Date | Format                        | Label |
| -------------- | ----------------------------------------------- | ---- | ----------------------------- | ----- |
| Afrique du Sud | Desfolhada portuguesa                           | 1969 | 45 tours                      | Decca |
| Espagne        | Deshojada                                       | 1969 | 45 tours                      | Decca |
| Portugal,      | Desfolhada portuguesa, Deshojada, Terre Guitare | 1969 | 45 tours, super 45 tours (EP) | Decca |